# Muzeum loutkářských kultur
Muzeum loutkářských kultur v Chrudimi je příspěvkovou organizací Ministerstva kultury ČR.

## Historie
Muzeum bylo otevřeno dne 2. července 1972 při příležitosti 20. ročníku festivalu Loutkářská Chrudim. Páteří muzejních sbírek se stala soukromá sbírka Prof. PhDr. Jana Malíka (1904–1980), který se o vznik loutkářského muzea ve východočeské Chrudimi zasloužil nejvíce. Jan Malík z pozice generálního sekretáře mezinárodní loutkářské organizace UNIMA také domluvil, aby jednotlivá národní centra této organizace věnovala loutky a loutkářské artefakty pro nově vzniklé muzeum. Po celou dobu své existence se pak sbírka muzea značně rozšiřovala.

## Současnost
Muzeum se zaměřuje na shromažďování a zpracovávání dokumentů o vývoji českého i světového loutkářství. V současné době spravuje více než 50 000 sbírkových předmětů, z toho pak více než 8 500 loutek. Mimo loutek muzejní sbírku tvoří také scénické návrhy, makety, kulisy, programy, fotografie, zvukové záznamy, tiskoviny, rukopisy, výtvarná díla s loutkářským námětem, plakáty a další archiválie. Vystaven je ovšem pouhý zlomek. V prostorách muzea se rovněž nachází knihovna s asi 18 tisíci svazky a badatelské centrum. Ročně muzeum navštíví téměř 40 000 návštěvníků. Přístup do muzea je částečně bezbariérový.

### Stálá expozice
Ve stálé expozici s názvem Magický svět loutek mohou návštěvníci vidět loutky českých kočovných loutkářů, varietní loutky nebo rodinná loutková divadla. V muzeu nechybí Spejbl a Hurvínek a dílo Jiřího Trnky nebo Josefa Váchala. V zahraniční části jsou k vidění loutky z Indie, Japonska, Číny nebo Barmy, stínové loutky z Indonésie, a také vietnamské vodní loutky. Muzeum pořádá také krátkodobé výstavy zaměřené na současné české loutkářství, organizuje putovní výstavy a výstavy k propagaci českého loutkářství v zahraničí.

## Sídlo
Muzeum loutkářských kultur sídlí v Chrudimi v Břetislavově ulici ve čtyřech historických domech v blízkosti Resselova náměstí. Stálá expozice je umístěna v renesančním Mydlářovském domě, který byl původně jediným sídlem muzea.